# Замбжиці-Круле
Замбжиці-Круле (пол. Zambrzyce-Króle) — село в Польщі, у гміні Рутки Замбровського повіту Підляського воєводства.
Населення — 100 осіб (2011).
У 1975-1998 роках село належало до Ломжинського воєводства.

## Демографія
Демографічна структура станом на 31 березня 2011 року:
|          | Загалом | Допрацездатний вік | Працездатний вік | Постпрацездатний вік |
| -------- | ------- | ------------------ | ---------------- | -------------------- |
| Чоловіки | 50      | 14                 | 32               | 4                    |
| Жінки    | 50      | 10                 | 29               | 11                   |
| Разом    | 100     | 24                 | 61               | 15                   |